# Kordula (Rešice)

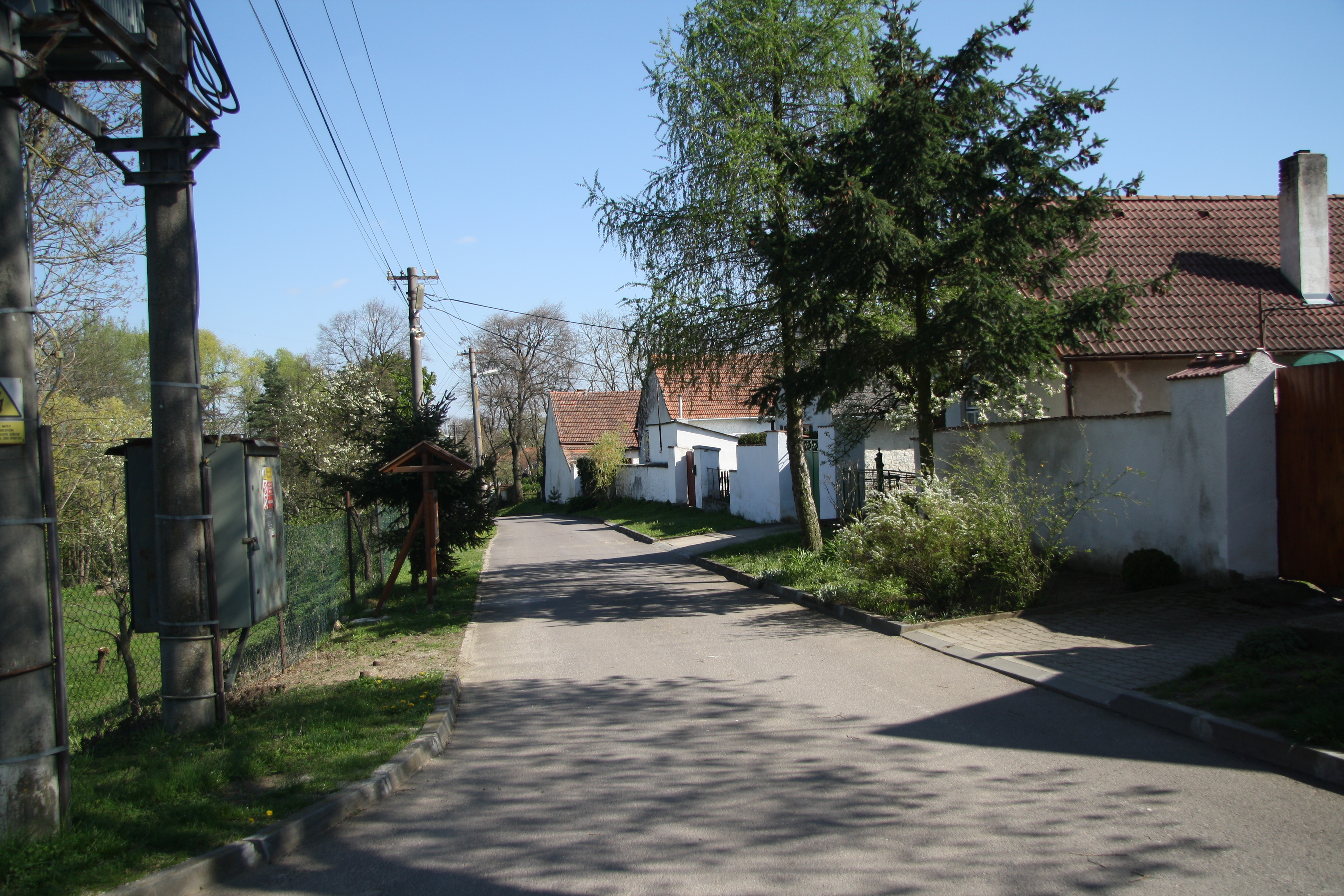
Dorfstraße

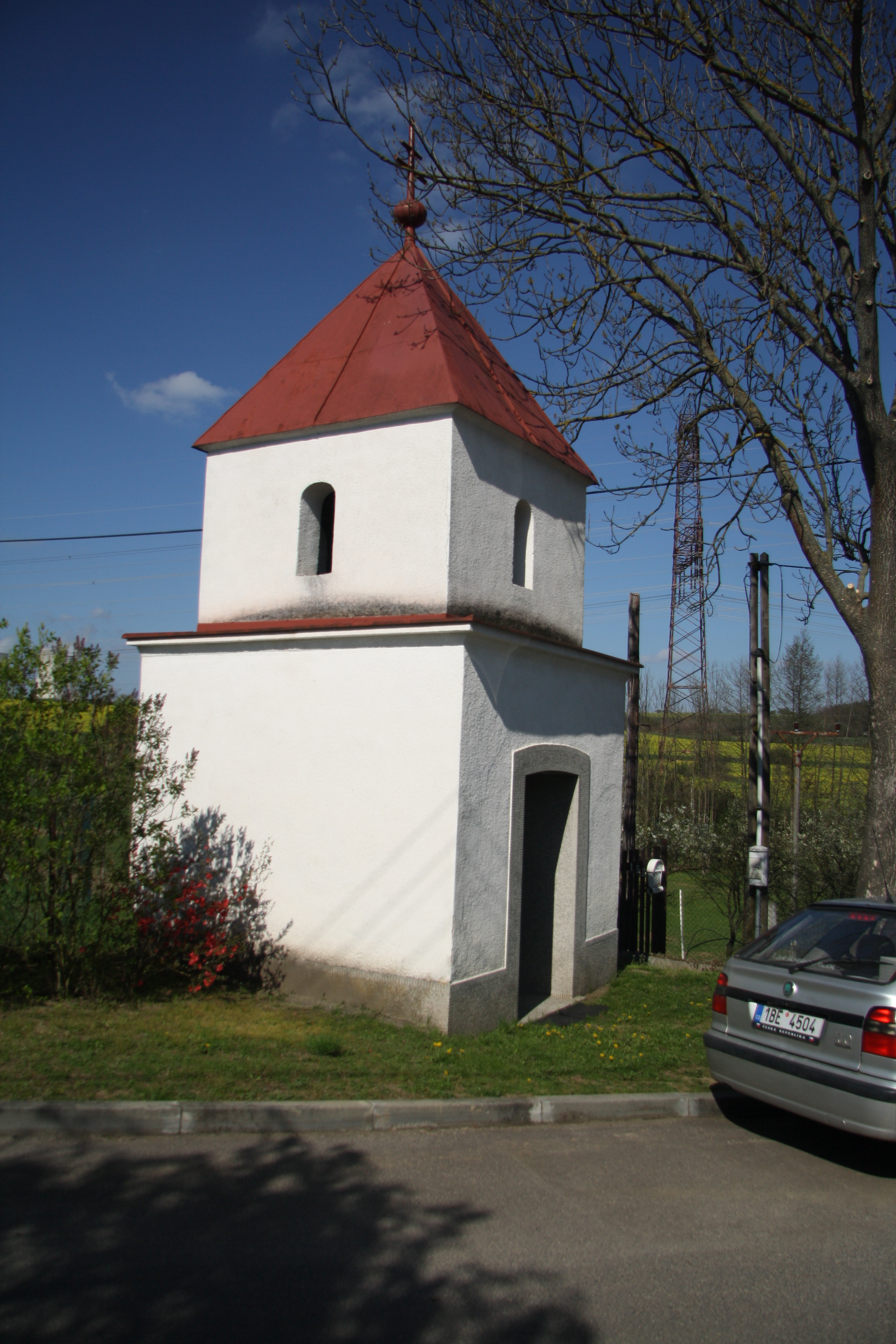
Kapelle

Kordula ist eine Grundsiedlungseinheit der Gemeinde Rešice in Tschechien. Sie liegt zwölf Kilometer westlich von Moravský Krumlov und gehört zum Okres Znojmo.

## Geographie
Kordula befindet sich unterhalb der Einmündung des Baches Heřmanický potok am rechten Ufer der Olešná in der Hrotovická pahorkatina (Hrottowitzer Hügelland). Nordöstlich erhebt sich der Velký kopec (392 m.n.m.), im Südosten der Strašák (351 m.n.m.) sowie westlich der Vrchní grant (337 m.n.m.) und die Padělky (355 m.n.m.). Südwestlich des Dorfes verläuft die Staatsstraße II/396 zwischen Tulešice und Rouchovany. Gegen Nordwesten befindet sich der Teich Olešná. Im Norden liegen die Wüstungen Lipňany und Heřmanice, dahinter das Kernkraftwerk und Endlager Dukovany.
Nachbarorte sind Dukovany im Nordosten, Horní Dubňany im Osten, Rešice und Zámek im Südosten, Valův Mlýn, Spálený Mlýn und Horní Kounice im Süden, Bendův Mlýn und Tavíkovice im Südwesten, Šabatův Mlýn, Texlův Mlýn, Šemíkovice und Rouchovany im Westen sowie Hrotovice und Slavětice im Nordwesten.

## Geschichte
Kordula wurde nach 1709 durch den Besitzer des Gutes Röschitz, Joseph Graf von Rödern als ein aus einer Häuserreihe bestehendes Zeilendorf angelegt.
Erstmals urkundlich erwähnt wurde es am 7. September 1731, als Bernard Anton Graf von Rödern das Gut Röschitz mit dem neuen Dorf Kordula für 50.400 Rheinische Gulden an den k.k. Feldmarschallleutnant Alan Graf von Löwingstein (Livingstone) und dessen Frau Lukretia verkaufte. Alan von Löwingstein vererbte den Besitz am 10. November 1740 seinem Vetter, dem k.k. Obristleutnant Wilhelm Freiherr von Lewingstein. Nachdem dieser am 6. Juni 1742 seinen Verletzungen aus der Schlacht bei Chotusitz erlegen war, fiel das Gut seiner Witwe Ludovika geborene Gräfin von Hardegg zu. Letztere vermachte es am 17. Jänner 1760 letztwillig ihrem zweiten Mann, dem k.k. Feldzeugmeister Joseph Graf von Marquier. Dessen Erben, der k.k. Rittmeister Jakob Freiherr Mac Elligot und seine Schwester Katharina verkauften das Gut Röschitz mit Kordula am 27. April 1768 für 62.000 Rheinische Gulden an den k.k. General Joseph Anton Karl Freiherr von Canon, Marquis de Ville. 1792 erbte dessen Tochter Maria Anna verwitwete Gräfin Callenberg das Gut, sie veräußerte es am 17. August 1798 für 100.000 Rheinische Gulden und 100 Dukaten Schlüsselgeld an Leopoldina Gräfin von Daun. Diese, inzwischen verheiratete Gräfin von Königsegg-Aulendorf, verkaufte das Gut Röschitz mit Kordula am 12. Juli 1833 für 125.000 Gulden und 100 Dukaten Schlüsselgeld ihrem Verwandten Franz Graf von Daun, der es mit seinen Gütern Ober-Kaunitz, Latein, Allingau, Skalitz, Chlupitz, und Biskupitz vereinigte. 1837 erbte sein Sohn Heinrich Graf von Daun den Besitz. Die Grafen von Daun betrieben vor allem Schafzucht.
Im Jahre 1834 umfasste das mit dem Gut Röschitz verbundene landtäflige Gut Kordula eine Nutzfläche von 160 Joch 449 Quadratklafter. Das Dorf Kordula bestand aus 18 Häusern mit 77 mährischsprachigen Einwohnern. Pfarrort war Ober-Dubnian, Amtsort Ober-Kaunitz und Schulort Röschitz. Bis zur Mitte des 19. Jahrhunderts blieb Kordula den vereinigten Gütern Ober-Kaunitz, Latein, Allingau, Skalitz, Röschitz, Chlupitz, Kordula und Biskupitz untertänig.
Nach der Aufhebung der Patrimonialherrschaften bildete Kordula ab 1849 einen Ortsteil der Gemeinde Rešice im Gerichtsbezirk Kromau. Ab 1869 gehörte das Dorf zum Bezirk Mährisch Kromau. Im Jahre 1896 wurde Kordula dem Gerichtsbezirk Hrottowitz zugeordnet. Mit dem Tode von Ottokar Graf von Daun erlosch das Geschlecht der Grafen von Daun 1904 im Mannesstamme. Auf der Grundlage eines Familienerbvertrages fielen die Güter den vier Kindern aus der Ehe von Bertha von Daun († 1856) und Karl Wilhelm von Haugwitz zu, die sich jedoch nicht über die Aufteilung des Erbes einigen konnten und die Güter zunächst verpachteten, dann verkauften.
Nach dem Ersten Weltkrieg zerfiel der Vielvölkerstaat Österreich-Ungarn, Kordula wurde 1918 Teil der neu gebildeten Tschechoslowakischen Republik. Beim Zensus von 1921 lebten in den 21 Häusern des Dorfes 107 Tschechen. Nach dem Münchner Abkommen verblieb Kordula 1938 bei der Tschechoslowakei und wurde in den Okres Moravské Budějovice eingegliedert. Nach dem Ende des Zweiten Weltkrieges wurde Kordula wieder Teil des Okres Moravský Krumlov. Im Jahre 1948 verlor Kordula seinen Status als Ortsteil von Rešice. Im Zuge der Aufhebung des Okres Moravský Krumlov wurde Kordula 1961 dem Okres Znojmo zugeordnet.

## Ortsgliederung
Die Grundsiedlungseinheit Kordula bildet zugleich einen Katastralbezirk.

## Söhne und Töchter des Ortes
- Adolf Opálka (1915–1942), tschechoslowakischer Widerstandskämpfer

## Sehenswürdigkeiten
- Kapelle
- Wegekreuz, westlich des Dorfes